# أصحاب الكساء
أصحاب الكساء هو مصطلح إسلامي يقصد به مجموعة من أهل بيت النبي محمد هم: ابنته فاطمة وابن عمه علي بن أبي طالب، واثنين من أحفاده الحسن والحسين. حيث جمع أهل بيته تحت الكساء، ولهذا السبب سُمي هذا الحديث بحديث الكساء.
يستند عليه الشيعة مع مجموعة من الأحاديث الأخرى كحديث الغدير في ما يعتبرونه أحقية وأفضلية علي بن أبي طالب بعد وفاة رسول الإسلام محمد. والحديث صحيح الرواية عن النبي محمد، لدى أهل السنة والجماعة والشيعة، لكن يختلف في مدلوله.

## الكساء
الكساء بمعنى اللباس وهو عباءة يمانية خيبرية، والكساء الذي سُميَّ الحديث به هو كساء أو غطاء تغطى به رسول الله محمد ثم جمع تحته ابنته الزهراء فاطمة وزوجها الإمام علي وابناءها الحسن والحسين

## خلاف حول المقصود بأهل البيت
هناك خلاف حول مصاديق أهل البيت في آية التطهير عند رواة الحديث.بعضهم يقولون بأن أهل البيت، زوجات النبي
وغيرهم يعتقدون بأنهم أقاربه كآل عباس وآل عقیل وآل جعفر وآل علي،لكن معظمهم حصروا أهل البيت بأصحاب الكساء  مستدلين بصدر الآية حيث تخاطب زوجات النبي، ولوجود الآية المباركة خلال الآيات التي نزلت خطاباً لزوجات النبي.و تذكر روايات الشيعة بأن الآية قد نزلت على حدة وبأمر النبي أو بعد وفاته، عند جمع القرآن قد وضعت بين الآيات.و تغيير صيغة الخطاب من المؤنث إلى المذكر مؤيد آخر.

## نص حديث الكساء
روي عن  عائشة  في  صحيح مسلم: 
| أصحاب الكساء | خرج النبي غداة وعليه مرط مرحل من شعر أسود فجاء الحسن بن علي فأدخله ، ثم جاء الحسين فدخل معه ثم جاءت فاطمة فأدخلها ، ثم جاء علي فأدخله ، ثم قال : " إِنَّمَا يُرِيدُ اللَّهُ لِيُذْهِبَ عَنكُمُ الرِّجْسَ أَهْلَ الْبَيْتِ وَيُطَهِّرَكُمْ تَطْهِيرًا، حديث صحيح | أصحاب الكساء |

روي عن ابن عباس في  مسند أحمد: 
| أصحاب الكساء | أخذ رسول الله ثوبه فوضعه على " علي وفاطمة وحسن وحسين " عليهم السلام فقال : " إِنَّمَا يُرِيدُ اللَّهُ لِيُذْهِبَ عَنكُمُ الرِّجْسَ أَهْلَ الْبَيْتِ وَيُطَهِّرَكُمْ تَطْهِيرًا، حديث صحيح | أصحاب الكساء |

روي عن  أم سلمة  في مسند أحمد، تفسير الطبري، سنن الترمذي: 
| أصحاب الكساء | لما نزلت هذه الآية : " إِنَّمَا يُرِيدُ اللَّهُ لِيُذْهِبَ عَنكُمُ الرِّجْسَ أَهْلَ الْبَيْتِ وَيُطَهِّرَكُمْ تَطْهِيرًا " دعا رسول الله عليا وفاطمة الزهراء وحسنا وحسينا عليهم السلام " فجلل عليهم كساء خيبريا فقال : اللهم هؤلاء أهل بيتي اللهم اذهب عنهم الرجس وطهرهم تطهيرا " قالت أم سلمة : ألست منهم ؟ قال : أنت إلى خير ، حديث صحيح | أصحاب الكساء |

روي عن  سعد بن أبي وقاص  في  سنن النسائي: 
| أصحاب الكساء | لما نزلت " إِنَّمَا يُرِيدُ اللَّهُ لِيُذْهِبَ عَنكُمُ الرِّجْسَ أَهْلَ الْبَيْتِ وَيُطَهِّرَكُمْ تَطْهِيرًا " " دعا رسول الله عليا وفاطمة وحسنا وحسينا اللهم هؤلاء أهل بيتي، حديث صحيح | أصحاب الكساء |

روي عن  أنس بن مالك  في مسند أحمد، سنن الترمذي، البخاري: 
| أصحاب الكساء | أن النبي كان يمر ببيت فاطمة الزهراء ستة أشهر إذا خرج إلى الفجر فيقول : " الصلاة يا أهل البيت ! " إِنَّمَا يُرِيدُ اللَّهُ لِيُذْهِبَ عَنكُمُ الرِّجْسَ أَهْلَ الْبَيْتِ وَيُطَهِّرَكُمْ تَطْهِيرًا، حديث صحيح | أصحاب الكساء |

روي عن جابر بن عبد الله الأنصاري في حديث عن فاطمة الزهراء(ع) أنها قالت: 
| أصحاب الكساء | دَخَلَ عَلَيَّ أبي رَسُولُ اللهِ (صَلَّى اللهُ عَلَيْهِ وَآلِه وسَلَّم) فِي بَعضِ الأيَّامِ فَقَالَ: السَّلامُ عَلَيكِ يا فاطِمَةُ، فَقُلتُ عَلَيكَ السَّلامُ، قالَ: إنّي أَجِدُ في بَدَني ضُعفاً، فَقُلتُ لَهُ: أُعِيذُكَ باللهِ يا أَبَتاهُ مِنَ الضُّعفِ فَقَالَ: يا فاطِمَةُ إِيتيني بِالكِساءِ اليَمانِيِّ فَغَطّينِي بهِ فَأَتَيتُهُ بِالكِساءِ اليَمانِيِّ فَغَطّيتُهُ بِهِ وَصِرتُ أَنظُرُ إِلَيهِ وَإِذا وَجهُهُ يَتَلألأ كَأَنَّهُ البَدرُ فِي لَيلَةِ تمامِهِ وَكَمالِهِ، فَما كَانَت إِلاّ ساعَةً وإذا بوَلَدِيَ الحَسَنِ قَد أَقبَلَ وَقالَ: السَّلامُ عَلَيكِ يا أُمّاهُ، فَقُلتُ: وَعَلَيكَ السَّلامُ يا قُرَّةَ عَيِني وَثَمَرَةَ فُؤادِي، فَقالَ: يا أُمّاهُ إِنّي أَشَمُّ عِندَكِ رائِحَةً طَيِّبَةً كَأَنَّها رائِحَةُ جَدِي رَسُولِ اللهِ (صَلَّى اللهُ عَلَيْهِ وَآلِه وسَلَّم) فَقُلتُ: نَعَم إِنَّ جَدَّكَ تَحتَ الكِساء، فَأَقبَلَ الحَسَنُ نَحوَ الكِساء وَقالَ: السَّلامُ عَلَيكَ يا جَدَّاهُ يا رَسُولَ اللهِ أَتَأذَنُ لي أَن أَدخُلَ مَعَكَ تَحتَ الكِساءِ؟ فَقالَ: وَعَلَيكَ السَّلامُ يا وَلَدِي وَيا صاحِبَ حَوضِي قَد أَذِنتُ لَكَ، فَدَخَلَ مَعَهُ تَحتَ الكِساءِ. فَما كانَت إِلاّ سَاعَةً وَإِذا بِوَلَدِيَ الحُسَينِ (عَلَيْهِ السَّلام) قَدْ أَقبَلَ وَقال: السَّلامُ عَلَيكِ يا أُمّاهُ، فَقُلتُ: وَعَلَيكَ السَّلامُ يا قُرَّةَ عَيِني وَثَمَرَةَ فُؤادِي، فَقالَ لِي: يا أُمّاهُ إِنّي أَشَمُّ عِندَكِ رائِحَةً طَيِّبَةً كَأَنَّها رائِحَةُ جَدِي رَسُولِ اللهِ (صَلَّى اللهُ عَلَيْهِ وَآلِه وسَلَّم) فَقُلتُ: نَعَم إِنَّ جَدَّكَ وَأَخاكَ تَحتَ الكِساءِ، فَدَنَا الحُسَينُ (عَلَيْهِ السَّلام) نحوَ الكِساءِ وَقالَ: السَّلامُ عَلَيكَ يا جَدَّاهُ السَّلامُ عَلَيكَ يا مَنِ اختارَهُ اللهُ أَتَأذَنُ لي أَن أَكونَ مَعَكُما تَحتَ الكِساءِ؟ فَقالَ: وَعَلَيكَ السَّلامُ يا وَلَدِي وَيا شافِع أُمَّتِي قَد أَذِنتُ لَكَ، فَدَخَلَ مَعَهُما تَحتَ الكِساء. فَأَقبَلَ عِندَ ذلِكَ أَبو الحَسَنِ عَلِيُّ بنُ أَبي طالِبٍ وَقال: السَّلامُ عَلَيكِ يا بِنتَ رَسُولِ اللهِ، فَقُلتُ: وَعَلَيكَ السَّلامُ يا أَبَا الحَسَن وَيا أَمِيرَ المُؤمِنينَ. فَقالَ: يا فاطِمَةُ إِنّي أَشَمُّ عِندَكِ رائِحَةً طَيِّبَةً كَأَنَّها رائِحَةُ أَخي وَابِنِ عَمّي رَسُولِ اللهِ، فَقُلتُ: نَعَم ها هُوَ مَعَ وَلَدَيكَ تَحتَ الكِساءِ، فَأقبَلَ عَلِيٌّ نَحوَ الكِساءِ وَقالَ: السَّلامُ عَلَيكَ يا رَسُولَ اللهِ أَتَأذَنُ لي أَن أَكُونَ مَعَكُم تَحتَ الكِساءِ؟ قالَ لَهُ وَعَلَيكَ السَّلامُ يا أَخِي وَيا وَصِيّيِ وَخَلِيفَتِي وَصاحِبَ لِوائِي قَد أَذِنتُ لَكَ، فَدَخَلَ عَلِيٌّ تَحتَ الكِساءِ. ثُمَّ أَتَيتُ نَحوَ الكِساءِ وَقُلتُ: السَّلامُ عَلَيكَ يا أبَتاهُ يا رَسُولَ الله أَتأذَنُ لي أَن أَكونَ مَعَكُم تَحتَ الكِساءِ؟ قالَ: وَعَليكِ السَّلامُ يا بِنتِي وَيا بَضعَتِي قَد أَذِنتُ لَكِ، فَدَخَلتُ تَحتَ الكِساءِ، فَلَـمَّا اكتَمَلنا جَمِيعاً تَحتَ الكِساءِ أَخَذَ أَبي رَسُولُ اللهِ (صَلَّى اللهُ عَلَيْهِ وَآلِه وسَلَّم) بِطَرَفَيِ الكِساءِ وَأَومَأَ بِيَدِهِ اليُمنى إِلىَ السَّماءِ وقالَ: اللّهُمَّ إِنَّ هؤُلاءِ أَهلُ بَيتِي وخَاصَّتِي وَحَامَّت، لَحمُهُم لَحمِي وَدَمُهُم دَمِي، يُؤلِمُني ما يُؤلِمُهُم ويَحزُنُني ما يُحزِنُهُم، أَنَا حَربٌ لِـمَن حارَبَهُم وَسِلمٌ لِـمَن سالَـمَهُم وَعَدوٌّ لِـمَن عاداهُم وَمُحِبٌّ لِـمَن أَحَبَّهُم، إنًّهُم مِنّي وَأَنا مِنهُم فَاجعَل صَلَواتِكَ وَبَرَكاتِكَ وَرَحمَتكَ وغُفرانَكَ وَرِضوانَكَ عَلَيَّ وَعَلَيهِم وَأَذهِب عَنهُمْ الرِّجسَ وَطَهِّرهُم تَطهِيراً. فَقالَ اللهُ عَزَّ وَجَلَّ: يا مَلائِكَتي وَيا سُكَّانَ سَماواتي إِنّي ما خَلَقتُ سَماءً مَبنَّيةً وَلا أرضاً مَدحيَّةً وَلا قَمَراً مُنيراًوَلا شَمساً مُضيِئةً وَلا فَلَكاً يَدُورُ وَلا بَحراً يَجري وَلا فُلكاً يَسري إِلاّ في مَحَبَّةِ هؤُلاءِ الخَمسَةِ الَّذينَ هُم تَحتَ الكِساءِ، فَقالَ الأَمِينُ جِبرائِيلُ: يا رَبِّ وَمَنْ تَحتَ الكِساءِ؟ فَقالَ عَزَّ وَجَلَّ: هُم أَهلُ بَيتِ النُّبُوَّةِ وَمَعدِنُ الرِّسالَةِ هُم فاطِمَةُ وَأَبُوها، وَبَعلُها وَبَنوها، فَقالَ جِبرائِيلُ: يا رَبِّ أَتَأذَنُ لي أَن أَهبِطَ إلىَ الأَرضِ لأِكُونَ مَعَهُم سادِساً؟ فَقالَ اللهُ: نَعَم قَد أَذِنتُ لَكَ. فَهَبَطَ الأَمِينُ جِبرائِيلُ وَقالَ: السَّلامُ عَلَيكَ يا رَسُولَ اللهِ، العَلِيُّ الأَعلَى يُقرِئُكَ السَّلام، وَيَخُصُّكَ بِالتًّحِيَّةِ وَالإِكرَامِ وَيَقُولُ لَكَ: وَعِزَّتي وَجَلالي إِنّي ما خَلَقتُ سَماءً مَبنيَّةً ولا أَرضاً مَدحِيَّةً وَلا قَمَراً مُنِيراً وَلا شَمساً مُضِيئَةً ولا فَلَكاً يَدُورُ ولا بَحراً يَجري وَلا فُلكاً يَسري إِلاّ لأجلِكُم وَمَحَبَّتِكُم، وَقَد أَذِنَ لي أَن أَدخُلَ مَعَكُم، فَهَل تَأذَنُ لي يا رَسُول اللهِ؟ فَقالَ رَسُولُ الله (صَلَّى اللهُ عَلَيْهِ وَآلِه وسَلَّم): وَعَلَيكَ السَّلامُ يا أَمِينَ وَحيِ اللهِ، إِنَّهُ نَعَم قَد أَذِنتُ لَكَ، فَدَخَلَ جِبرائِيلُ مَعَنا تَحتَ الكِساءِ، فَقالَ لأِبي: إِنَّ اللهَ قَد أَوحى إِلَيكُم يَقولُ إنَّما يُرِيدُ اللهُ لِيُذْهِبَ عَنْكُمُ الرِّجْسَ أَهْلَ الْبَيْتِ وَيُطهِّرَكُمْ تَطهِيرا. فَقالَ: عَلِيٌّ (عَلَيْهِ السَّلام) لأَبِي: يا رَسُولَ اللهِ أَخبِرنِي ما لِجُلُوسِنا هَذا تَحتَ الكِساءِ مِنَ الفَضلِ عِندَ اللهِ؟ فَقالَ النَّبيُّ (صَلَّى اللهُ عَلَيْهِ وَآلِه وسَلَّم): وَالَّذي بَعَثَنِي بِالحَقِّ نَبِيّاً وَاصطَفانِي بِالرِّسالَةِ نَجِيّاً، ما ذُكِرَ خَبَرُنا هذا فِي مَحفِلٍ مِن مَحافِل أَهلِ الأَرَضِ وَفِيهِ جَمعٌ مِن شِيعَتِنا وَمُحِبِيِّنا إِلاّ وَنَزَلَت عَلَيهِمُ الرَّحمَةُ، وَحَفَّت بِهِمُ الـمَلائِكَةُ وَاستَغفَرَت لَهُم إِلى أَن يَتَفَرَّقُوا. فَقالَ عَلِيٌّ (عَلَيْهِ السَّلام): إذَاً وَاللهِ فُزنا وَفازَ شِيعَتنُا وَرَبِّ الكَعبَةِ. فَقالَ أَبي رَسُولُ اللهِ (صَلَّى اللهُ عَلَيْهِ وَآلِه وسَلَّم): يا عَلِيُّ وَالَّذي بَعَثَني بِالحَقِّ نَبِيّاً وَاصطَفاني بِالرِّسالَةِ نَجِيّاً ما ذُكِرَ خَبَرُنا هذا في مَحفِلٍ مِن مَحافِلِ أَهلِ الأَرضِ وَفِيهِ جَمعٌ مِن شِيعَتِنا وَمُحِبّيِنا وَفِيهِم مَهمُومٌ إِلا ّوَفَرَّجَ اللهُ هَمَّهُ وَلا مَغمُومٌ إِلاّ وَكَشَفَ اللهُ غَمَّهُ وَلا طالِبُ حاجَةٍ إِلاّ وَقَضى اللهُ حاجَتَهُ، فَقالَ عَلِيٌّ (عَلَيْهِ السَّلام): إذَاً وَاللهِ فُزنا وَسُعِدنا، وَكَذلِكَ شِيعَتُنا فَازوا وَسُعِدوا في الدُّنيا وَالآخِرَةِ وَرَبِّ الكَعبَةِ. | أصحاب الكساء |

## انظر أیضًا
- أهل البيت
- حديث الثقلين
- حديث الغدير
- حديث المنزلة
- حديث الراية
- حديث اللوح